# Виола (тауншип, Миннесота)
Виола (англ. Viola) — тауншип в округе Олмстед, Миннесота, США. На 2000 год его население составило 555 человек.

## География
По данным Бюро переписи населения США площадь тауншипа составляет 92,6 км², из которых 92,6 км² занимает суша, водоёмов нет.

## Демография
По данным переписи населения 2000 года здесь находились 555 человек, 199 домохозяйств и 160 семей.  Плотность населения —  6,0 чел./км².  На территории тауншипа расположено 208 построек со средней плотностью 2,2 построек на один квадратный километр. Расовый состав населения: 99,10 % белых, 0,18 % афроамериканцев, 0,36 % азиатов и 0,36 % приходится на две или более других рас. Испанцы или латиноамериканцы любой расы составляли 0,18 % от популяции тауншипа.
Из 199 домохозяйств в 40,7 % воспитывались дети до 18 лет, в 73,9 % проживали супружеские пары, в 4,0 % проживали незамужние женщины и в 19,1 % домохозяйств проживали несемейные люди. 16,6 % домохозяйств состояли из одного человека, при том 7,0 % из — одиноких пожилых людей старше 65 лет. Средний размер домохозяйства — 2,79, а семьи — 3,17 человека.
28,8 % населения — младше 18 лет, 7,2 % — в возрасте от 18 до 24 лет, 31,7 % — от 25 до 44, 23,1 % — от 45 до 64, и 9,2 % — старше 65 лет. Средний возраст — 37 лет. На каждые 100 женщин приходилось 101,1 мужчин.  На каждые 100 женщин старше 18 приходилось 105,7 мужчин.
Средний годовой доход домохозяйства составлял 54 250 долларов, а средний годовой доход семьи —  57 500 долларов. Средний доход мужчин —  34 250  долларов, в то время как у женщин — 27 422. Доход на душу населения составил 21 587 долларов. За чертой бедности находились 3,5 % семей и 2,9 % всего населения тауншипа, из которых 21,8 % старше 65 лет.